# Celia Campitelli
Celia María Campitelli de Dib (Real Sayana, Argentina, 9 de junio de 1949) es una docente y política argentina perteneciente al Frente Cívico por Santiago.
Desde 2009 a 2017 se desempeñó como diputada provincial. Se postuló para diputada nacional en las elecciones legislativas de 2023, ocupando el cuarto lugar en la lista del Frente Cívico por Santiago. Obtuvo la banca con el 80,9% de los votos.  Juró el cargo el 4 de diciembre de ese año, con mandato hasta diciembre de 2027.